# Johnny Winter (musikalbum)
Johnny Winter är ett musikalbum av Johnny Winter från 1969, utgivet på Columbia Records. Det var hans andra album som soloartist efter debuten som släppts på ett mindre skivbolag och det blev en framgång i USA. Johnnys bror Edgar Winter medverkar på några av låtarna och på låten "Mean Mistreater" medverkar Willie Dixon på kontrabas. Musiken på skivan är ett typexempel på bluesrock.2004 släppte Sony Legacy en remastrad utgåva på CD med tre bonusspår.

## Låtlista
(kompositör inom parentes)
1. "I'm Yours & I'm Hers" (Johnny Winter) - 4:33
2. "Be Careful With A Fool" (Joe Josea, B. B. King) - 5:17
3. "Dallas" (Johnny Winter) - 2:48
4. "Mean Mistreater" (James Gordon) - 3:54
5. "Leland Mississippi Blues" (Johnny Winter) - 3:32
6. "Good Morning Little School Girl" - (Sonny Boy Williamson I) - 2:45
7. "When You Got A Good Friend" (Robert Johnson) - 3:41
8. "I'll Drown In My Tears" (Henry Glover) - 4:46
9. "Back Door Friend" (Lightnin' Hopkins, Stan Lewis) - 2:55

### Bonusspår på CD-utgåvan
1. "Country Girl"* (B.B. King) - 3:08
2. "Dallas"* (Johnny Winter) - 3:37
3. "Two Steps from the Blues"* (John Riley Brown, Deadric Malone) - 2:35

## Medverkande musiker
- Johnny Winter - sång, gitarr, munspel
- Tommy Shannon - elbas
- "Uncle" John Turner - trummor
- Edgar Winter - keyboard
- Willie Dixon - kontrabas
- Karl Garin - trumpet
- Stephen Ralph Sefsik - altsaxofon
- Norman Ray - barytonsaxofon
- A. Wynn Butler - tenorsaxofon
- Walter "Shakey" Horton - munspel
- Carrie Hossel - bakgrungssång
- Peggy Bowers - bakgrungssång
- Elsie Senter - bakgrungssång

## Listplaceringar
- Billboard 200, USA: #24[1]